# Heinrich XX. (Reuß-Greiz)

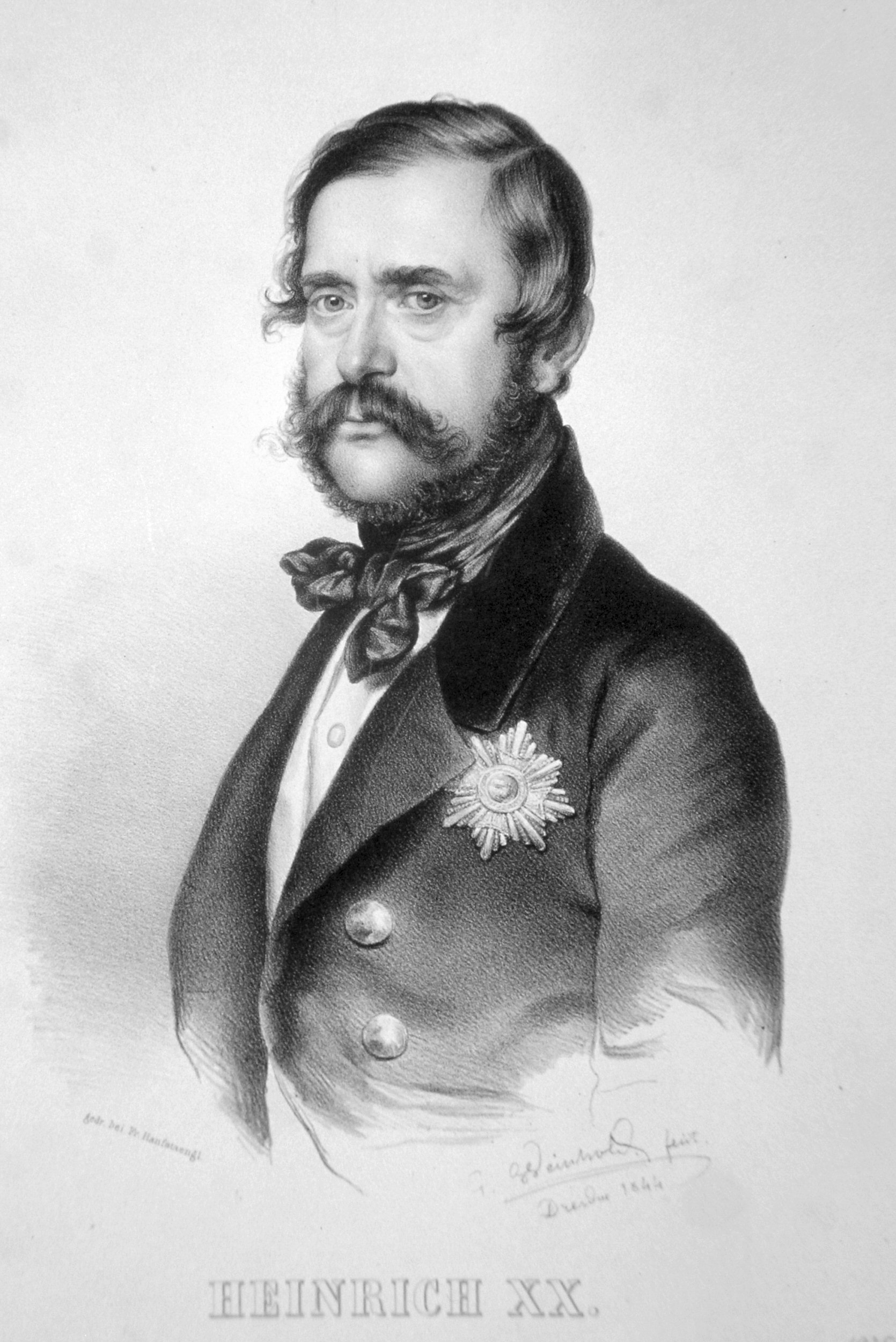
Fürst Heinrich XX. Reuß zu Greiz, Lithographie von G. Weinhold

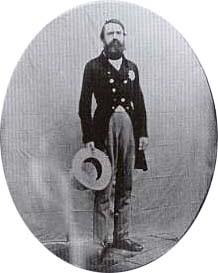
Fürst Heinrich XX. Reuß zu Greiz

Heinrich XX. Reuß (* 29. Juni 1794 in Offenbach; † 8. November 1859 in Greiz) war Fürst Reuß zu Greiz, Graf und Herr zu Plauen, Herr zu Greiz, Kranichfeld, Gera, Schleiz und Lobenstein.

## Leben
Heinrich XX. war ein Sohn des Fürsten Heinrich XIII. Reuß zu Greiz und dessen Gemahlin Prinzessin Luise (1765–1837), Tochter von Fürst Karl Christian von Nassau-Weilburg. Er nahm 1814 am Krieg gegen Frankreich als Adjutant des Feldmarschallleutnants Landgraf Philipp von Hessen-Homburg teil und folgte seinem Bruder, Heinrich XIX., als Fürst Reuß zu Greiz 1836.

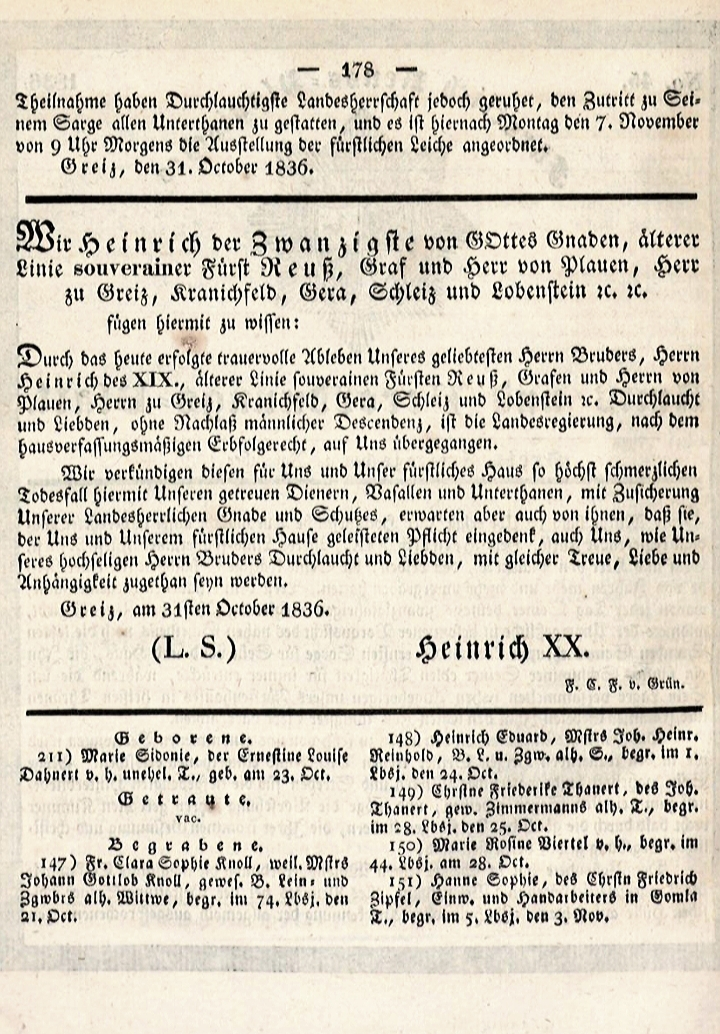
Verkündung der Regierungsübernahme durch Fürst Heinrich XX.

Heinrich hielt am absolutistischen Regierungssystem fest, er gab dem Land zwar 1848 freiwillig eine Verfassung, doch kam diese nicht zur Ausführung. Der Fürst stand als österreichischer Offizier als einziger thüringischer Regent neben Sachsen-Meiningen auf der Seite Österreichs in der Deutschen Frage. Da er bei seinem Tod einen minderjährigen Erbprinzen zurückließ, übernahm seine Frau die Regentschaft des Landes.

## Nachkommen
Er heiratete am 25. November 1834 auf Schloss Haid Prinzessin Sophia Maria Theresia zu Löwenstein-Wertheim-Rosenberg (* 18. September 1809 in Prag, † 21. Juli 1838 in Bubentsch bei Prag), Tochter von Fürst Karl Thomas zu Löwenstein-Wertheim-Rosenberg (1783–1849) und Gräfin Sophie Ludovica Wilhelmina zu Windisch-Graetz (1784–1848). Die Ehe blieb kinderlos.
Am 1. Oktober 1839 heiratete er in Homburg Caroline (1819–1872), Tochter des Landgrafen Gustav von Hessen-Homburg (1781–1848) und Prinzessin Luise Friederike von Anhalt-Dessau (1798–1858), mit der er folgende Kinder hatte: 
- Hermine (1840–1890) ⚭ (1862) Prinz Hugo zu Schönburg-Waldenburg (1822–1897)
- Heinrich XXI. (*/† 1844)
- Heinrich XXII. (1846–1902), Fürst Reuß zu Greiz ⚭ (1872) Prinzessin Ida zu Schaumburg-Lippe (1852–1891)
- Heinrich XXIII. (1848–1861)
- Marie (1855–1909) ⚭ (1875) Erbgraf Friedrich zu Ysenburg und Büdingen-Meerholz (1847–1889)

Heinrich hatte einen illegitimen Sohn mit Isabella Freifrau von Dachenhausen (geb. Acton): 
- Heinrich (1822–1892), Adels- und Freiherrenstand als: von Rothenthal (7. Januar 1857 in Greiz) Reuß ä.L. ⚭ (1857) Bertha Thury de Tamásfalva (1831–1914)

und eine illegitime Tochter mit Emilie Fritsch vor seinen Ehen:
- Isabella Waldhaus (1824/1825–1898 in Wilhelmshaven) ⚭ Wilhelm Henning